# Driebergen

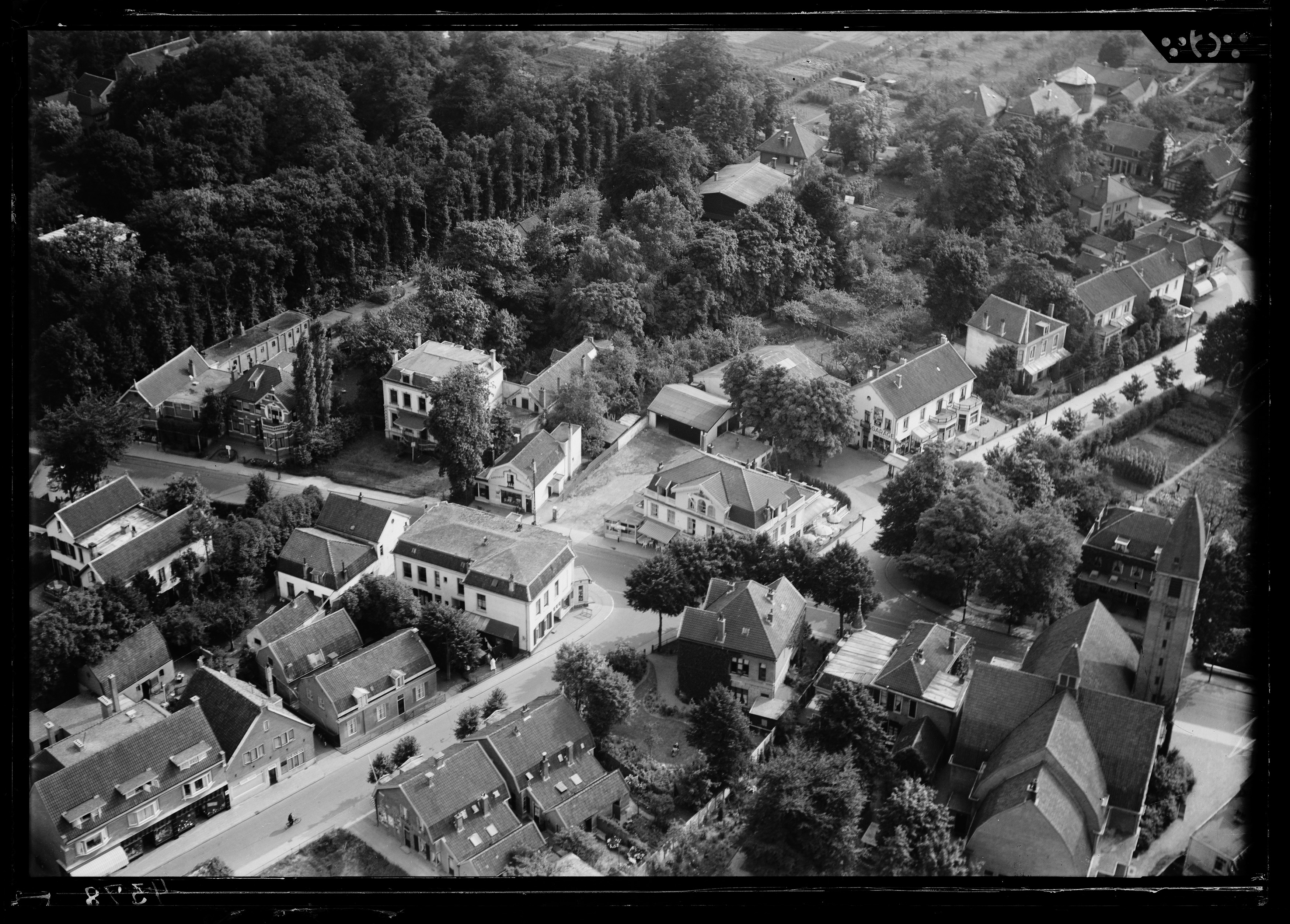
Luchtfoto van Driebergen (1920-1940), Nederlands Instituut voor Militaire Historie.

Driebergen is een plaats in de Nederlandse provincie Utrecht in de omgeving van het natuurgebied van het Nationaal Park Utrechtse Heuvelrug.

## Geschiedenis
Het dorp wordt voor het eerst genoemd als Thriberghen in 1158.
Binnen het grondgebied van de gemeente lag als een enclave het dorp Rijsenburg, gesticht in 1810.
In de loop der jaren is Driebergen met deze buurgemeente Rijsenburg aaneengegroeid zodat zij tezamen vanaf 1931 de gemeente Driebergen-Rijsenburg gingen vormen.
In de loop van de jaren is Rijsenburg stedenbouwkundig geheel in Driebergen opgegaan. Het is in feite een wijk van Driebergen, maar heeft een eigen karakter behouden.
Van 1964 tot 2006 was Sparrendaal het representatieve raadhuis van de gemeente.
Driebergen-Rijsenburg is per 1 januari 2006 samengevoegd met Amerongen, Doorn, Leersum, Maarn, Maarsbergen en Overberg tot de nieuwe gemeente Utrechtse Heuvelrug.

## Geboren
- Wulfert Floor (1818-1876), landbouwer en oefenaar
- Anton van Wouw (1862-1945), Zuid-Afrikaans beeldhouwer
- Gijsbert d'Aumale van Hardenbroek van Hardenbroek (1862-1934), politicus
- Nel Wateler (1886-1971), verzetsstrijder
- Everard du Marchie van Voorthuysen (1901-1986), predikant
- Hans s'Jacob (1906-1967), politicus
- Johanna Adriana Ader-Appels (1906-1994), predikante en verzetsstrijdster
- Aldo van Eyck (1918-1999), architect
- Samuel Esmeijer (1920-1944), verzetsstrijder
- Loek Caspers (1924-2019), verzetsstrijdster
- Ria Beckers (1938-2006), GroenLinks-politicus
- Pieter van der Horst (1946), classicus
- Rascha Peper (1949-2013), schrijfster
- Nen van Ramshorst (1950), politica
- Ben Verwaayen (1952), bestuursvoorzitter
- Annelies Boogaerdt (1953-2009), diplomate
- Duco Willem Sickinghe (1958), topbestuurder, ondernemer en investeerder
- Kees Rodenburg (1959), korfballer en korfbalcoach
- Olaf Stuger (1969), politicus
- Diederik van Dijk (1971), politicus
- Nienke Kingma (1982), roeister
- Felix Heezemans (1983), stand-upcomedian
- Jim van der Zee (1995), zanger en gitarist

## Overleden
- Mari ten Kate (1831-1910), kunstenaar
- Louis Joseph van Heilmann van Stoutenburg (1849-1916), burgemeester
- Hendrik IJssel de Schepper (1844-1909), ondernemer
- Willem Jacob Geertsema (1845-1902), politicus
- Henricus van de Wetering (1850-1929), aartsbisschop
- Barend Moret (1851-1915), ondernemer
- Johannes Bijleveld (1855-1943), ambtenaar en bestuurder
- Johannes Antonius Marinus Bron (1862-1936), militair
- Karel Gerrit Willem van Wassenaer (1864-1946), burgemeester
- Johannes de Heer (1866-1961), evangelist
- Frederika van Asselt-Benkemper (1874-1984), oudste inwoner van Nederland in 1983
- Alex Gutteling (1884-1910), dichter
- Pieter Paul de Beaufort (1886-1953), burgemeester
- Willem Banning (1888-1971), predikant
- Barend Willem Zijfers (1895-1975), propagandist en boekhandelaar
- Arthur Aronsohn (1896-1964), ingenieur
- Sándor Baracs (1900-2002), verzetsstrijder
- Gerard van Klinkenberg (1900-2003), dichter, biochemicus en filosoof
- Paul Godwin (1902-1982), violist en dirigent
- Jan van Bennekom (1905-1981), politicus
- Gerrit van Wijhe (1908-1990), voetbaltrainer
- Jan Meine Jansen (1908-1994), kunstenaar
- Desi Polanen (1913-1994), politicus
- Maurits Troostwijk (1914-1991), jurist en politicus
- Dany Tuijnman (1915-1992), politicus
- Herman Bakker (1915-1988), architect
- Henk Das (1916-2008), verzetsstrijder
- Klaas van Middelkoop (1917-2019), verzetsstrijder
- Frans Bakker (1919-1965), predikant
- Ernst Marx (1922-2001), bedrijfskundige
- Liliane Brekelmans-Gronert (1929-2009), filantrope
- Ruud de Wolff (1941-2000), zanger en gitarist
- Chriet Titulaer (1943-2017), Sterrenkundige en televisiepresentator

## Bekende voormalige inwoners
- Kees Ninaber van Eijben (1898-1945), verzetsstrijder
- Hans Sleeuwenhoek (1939-2017), presentator en journalist
- Bart Hofman (1921-2019), politicus
- The Blue Diamonds, zangduo

## Voormalige burgemeesters
Van 1850 tot de opheffing in 1931 waren de burgemeesters van Driebergen tegelijkertijd ook burgemeester van Rijsenburg.
Sinds september 2006 is Frits Naafs de burgemeester van de Utrechtse Heuvelrug.

## Sportclubs
- Dalto (korfbal)
- DMHC Shinty (hockey)
- FC Driebergen (voetbal)

## Afbeeldingen

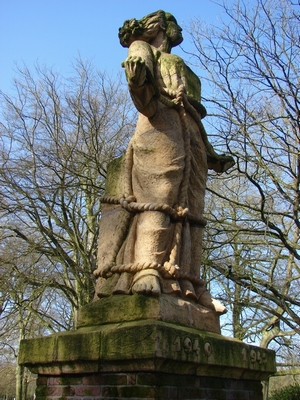
Driebergen, Verzetsmonument in park

Dorpen: Amerongen · Doorn · Driebergen-Rijsenburg · Leersum · Maarn · Maarsbergen · Overberg

Buurtschappen: Beerschoten · Boswijk · Breedeveen · Darthuizen · De Groep (deels) · Haagje · Haspel · Oud Rijsenburg · Palmstad · Sterkenburg · Valkenheide

Provincie Utrecht · Plaatsen in de provincie